# Неаполитанский мастиф
Неаполитанский мастиф, или мастино наполетано (итал. Mastino Napoletano), — порода собак.

## История
Порода известна на юге Апеннинского полуострова с древнейших времён. Мастино является потомком древних боевых собак, участвовавших в сражениях и травле диких зверей на аренах Древнего Рима. Исстари мастино использовали в качестве сторожевой собаки. Держали подобных собак простые обыватели — мясники, сторожи, крестьяне, поэтому разведение носило хаотичный характер. На выставке в 1946 году Пьетро Сканциани представил 8 собак, имевших определённое количество характерных экстерьерных черт, желательных для разведения и установления единого типа. Путём направленного отбора Сканциани получил образцового кобеля, с которого и был написан стандарт породы, принятый Обществом итальянского мастино в 1949 году. Разведение без проверки рабочих или физических качеств привело к тому, что судьи на выставках, а следовательно и заводчики, стали отдавать предпочтение собакам в «избыточной кондиции», что привело к изменению внешнего вида мастино. По мере изменения экстерьера основного поголовья мастино периодически менялся и стандарт породы.

## Внешний вид
Собака внушительного вида с мощным костяком и мускулатурой. Высота в холке кобелей — 65—75 см, сук — 60—68 см. Вес кобелей — 60—70 кг, сук — 50—60 кг. Тип конституции грубоватый, крепкий, брутальный. Формат растянутый. Голова массивная, череп широкий. На морде и голове кожа образует складки определённого рисунка. Уши поставлены высоко, висячие, толстые, обязательно должны купироваться во избежание заболеваний в ушной раковине и среднего уха. Шея короткая, хорошо развита, имеет раздвоенный объёмный подвес. Спина широкая, мускулистая. Живот подобран. По низу туловища животного обязателен подвес. Холка выражена. Хвост у основания толстый, к концу суживается, саблевидный, по стандарту либо не купируют вообще, либо на четверть. Шерсть короткая, от нежной шёлковой для сук и до жёсткой у кобелей. Окрас: чёрный, голубой, серый, красное дерево, изабелла (нечто среднее между серым и палевым), тигровина является доминантной во всех окрасах. Допустимы небольшие белые отметины на груди, пальцах и тазобедренной части живота.

## Темперамент
Мастино может использоваться в качестве сторожа. Благодаря своим физическим данным, он легко может отогнать от своих «владений» нежелательного посетителя. Однако он весьма дружелюбен и общителен в домашней атмосфере. Обладает прекрасной памятью. Очень добрый и заботливый для своего хозяина, он будет вести себя перед ним, как маленький ребёнок. Не рекомендуется семьям с детьми до 12 лет или другими домашними животными. Неаполитанский мастиф очень ревнив, чаще всего он проявляет свою ревность агрессией.
Сука неаполитанского мастифа может родить от 2 до 10 щенят.